# Pavel Zavadil
Pavel Zavadil, född 30 april 1978 i Olomouc, Tjeckoslovakien, är en tjeckisk före detta fotbollsspelare. 
Zavadil spelade som mittfältare, både centralt och på kanten. Han avslutade sin spelarkarriär i maj 2022, 44 år gammal. Han är den äldste spelare som spelat i den tjeckiska högstaligan, 42 år, sju månader och fem dagar. Rekordet tog han över från Jaromír Blažek.

## Klubbkarriär
Zavadil anslöt till Mjällby AIF sommaren 2005. Han värvades inför 2006 av Östers IF och var utlånad till Örgryte IS säsongen 2008.
Tilldelades säsongen 2006 EF-trophy, priset för säsongens bästa Österspelare av supporterklubben East Front.
Säsongen 2008 för Örgryte IS slog han igenom ordentligt, han gjorde totalt 24 poäng (17 assist och 7 mål) och var en starkt bidragande faktor till det allsvenska avancemanget.
Den 16 januari 2009 skrev Zavadil på ett tvåårskontrakt med Örgryte IS.. Under sin tid i Örgryte har Zavadil gått från att från början ha en fri roll på vänsterkanten till att nu vara en ganska defensiv spelfördelare på lagets mittfält. Däremellan har han spelat på högerkanten och vänsterkanten, som offensiv central mittfältare och som släpande anfallare. Det finns många olika meningar om på vilken position man får ut det mesta av Pavel Zavadils kapacitet.
Den 23 december 2010 blev Pavel Zavadil klar för Mjällby AIF med ett kontrakt som löper över två års tid.
Pavel Zavadil har spelat i UEFA Champions League med Sparta Prag.
Den 15 juni 2012 värvades Zavadil av tjeckiska Zbrojovka Brno från Mjällby AIF.